# Karl von den Steinen
Karl von den Steinen (Mülheim an der Ruhr, 7 marzo 1855 – Kronberg im Taunus, 4 novembre 1929) è stato uno psichiatra, esploratore, antropologo ed etnologo tedesco autore di importanti lavori antropologici, particolarmente allo studio delle culture indigene  del Brasile centrale, e l'arte delle isole Marchesi. Ha gettato le basi permanenti per l'etnologia brasiliana.